# Table de lancement
 (avril 2024).
Si vous disposez d'ouvrages ou d'articles de référence ou si vous connaissez des sites web de qualité traitant du thème abordé ici, merci de compléter l'article en donnant les références utiles à sa vérifiabilité et en les liant à la section « Notes et références ».

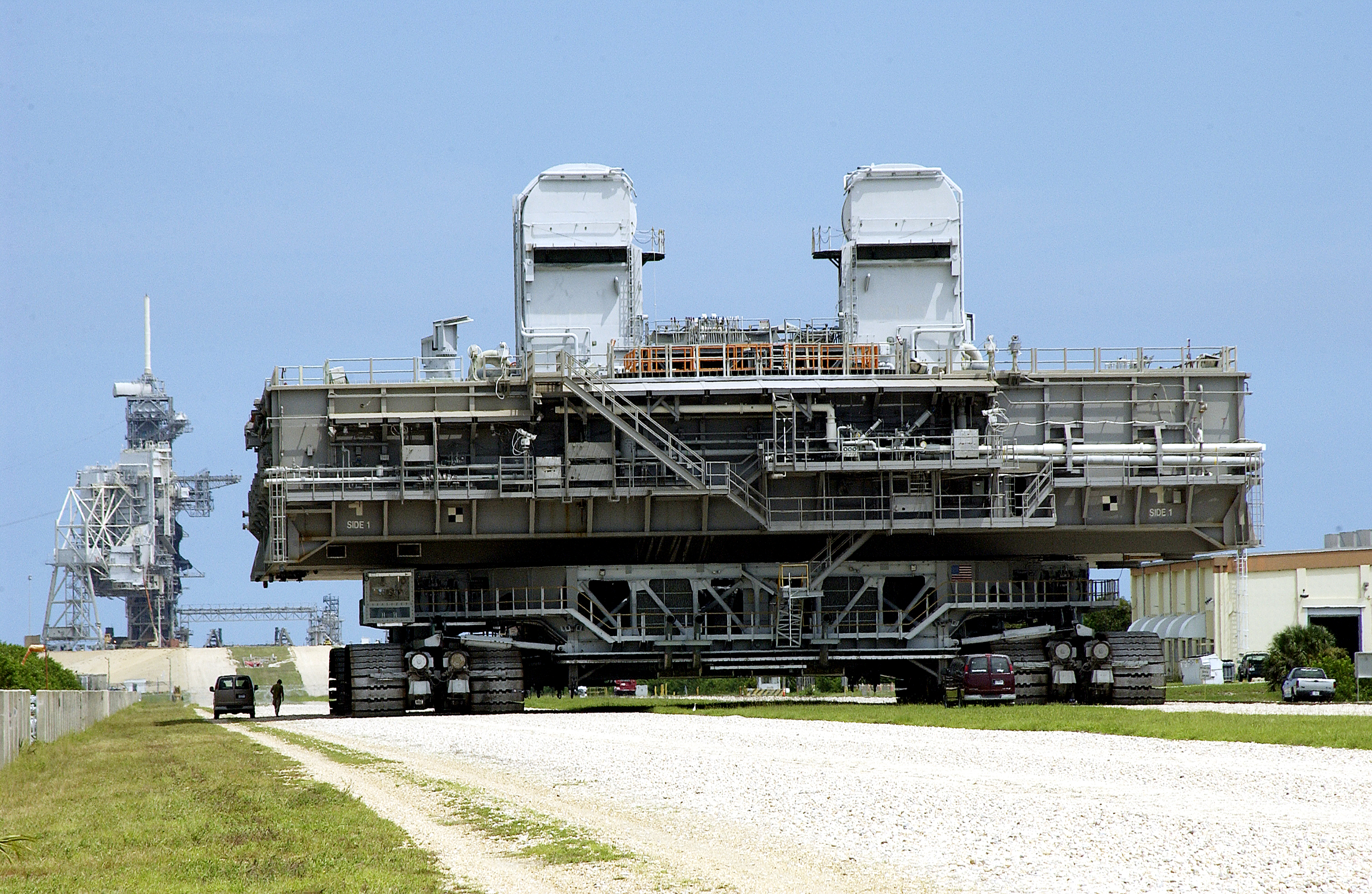
La table de lancement de la navette spatiale américaine (Mobile Launcher Platform - MLP) sur son transporteur crawler.

La table de lancement ou plate-forme de lancement est le socle sur lequel un lanceur est assemblé, qui supporte tout son poids et d'où il quitte le sol.
Elle possède une structure généralement massive qui supporte le poids du lanceur et résiste aux efforts du décollage (plus de 3 000 tonnes pour Saturn V ou la navette spatiale américaine).

## Fonctions

### Support du lanceur
Le poids total du lanceur est maintenu sur la table de plusieurs manières : soit par un mécanisme de liaison avec des boulons, soit par un mécanisme des bras mobiles ou bien fixes. Lorsque les moteurs de la fusée ont une poussée suffisante alors les boulons ou bien les écrous sont cisaillés par pyrotechnie ou alors séparés avec un système qui n'utilise pas une détonation. 

### Extraction des gaz et flammes
La table comporte des ouvertures dans l'axe des tuyères des propulseurs pour permettre aux gaz et aux flammes de s'échapper vers des carneaux situés sous la table lorsque les moteurs sont mis à feu. 

### Interface
La table peut comporter des équipements ou une tour ombilicale qui assurent l'interface entre le sol et le lanceur pour le remplissage des ergols et autres fluides ainsi que pour contrôler le fonctionnement du lanceur et l'état de la charge utile jusqu'à son lancement.

## Type
La table de lancement peut être mobile ou fixe. 

### Type fixe
Si l'assemblage du corps du lanceur est effectué sur l'aire de lancement, la table de lancement est généralement fixe (par exemple Vega). 

### Type mobile
Lorsque l'assemblage se fait dans un hall d'assemblage éloigné de l'aire de lancement, la table de lancement est montée sur un train de chenilles (Saturn V, navette spatiale américaine) ou sur un système mobile reposant sur des voies ferrées (Ariane 1 à 5) et tractée très lentement jusqu'au pas de tir.

## Lanceur sans table de lancement
Certains lanceurs sont lancées d'une autre manière :
- le lanceur Soyouz n'utilise pas de table de lancement. Il est assemblé à l'horizontal puis suspendu au-dessus du pas de tir par des points d'attache situés à mi-longueur du corps du lanceur ;
- les lanceurs de petite taille (par exemple le lanceur japonais M-V) sont parfois tirés depuis des rampes de lancement[C'est-à-dire ?].

## Galerie

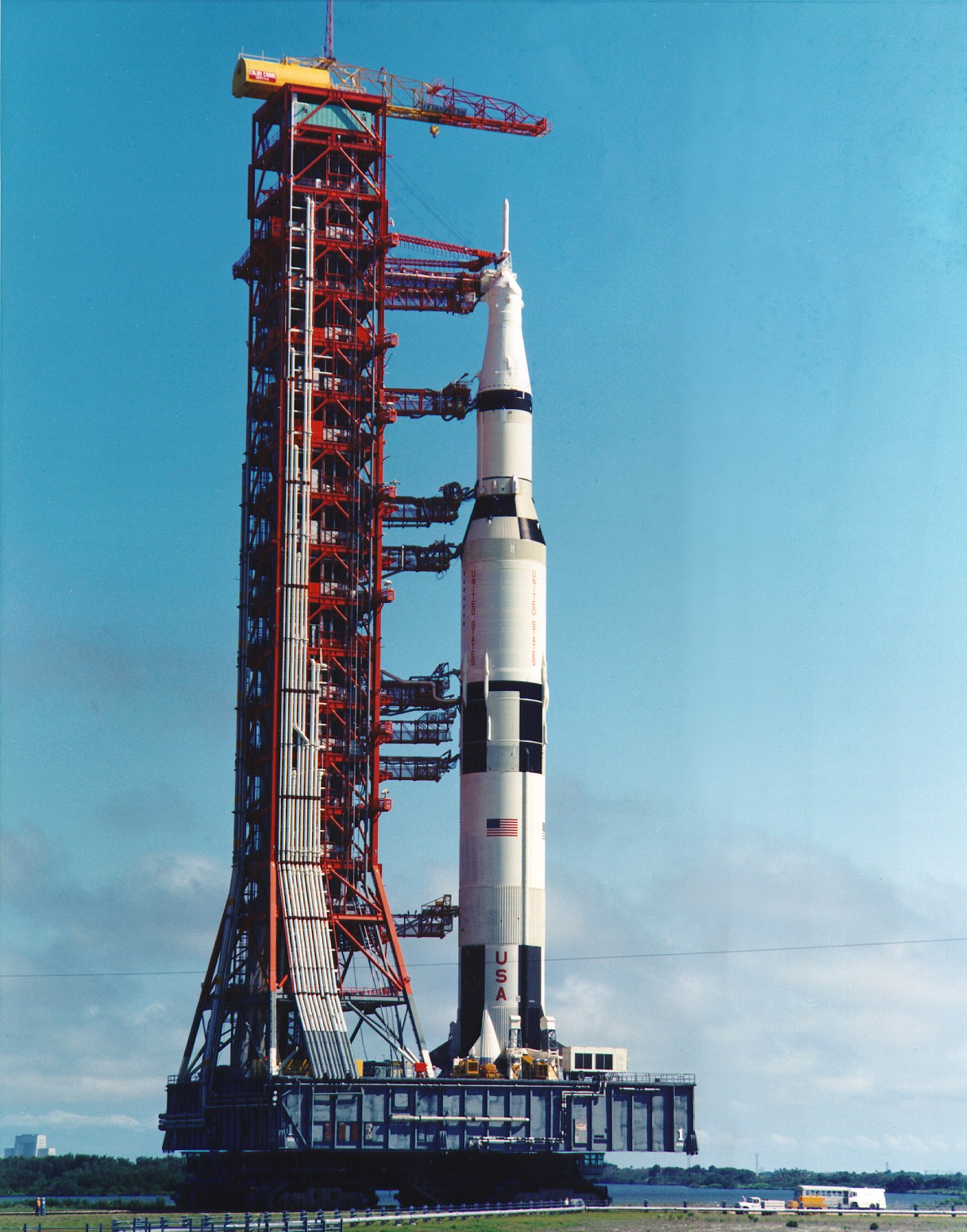
Le lanceur Saturn V sur sa table de lancement. Une tour de service permet d'accéder jusqu'à la dernière minute aux différentes parties du lanceur et d'alimenter en ergols le lanceur.
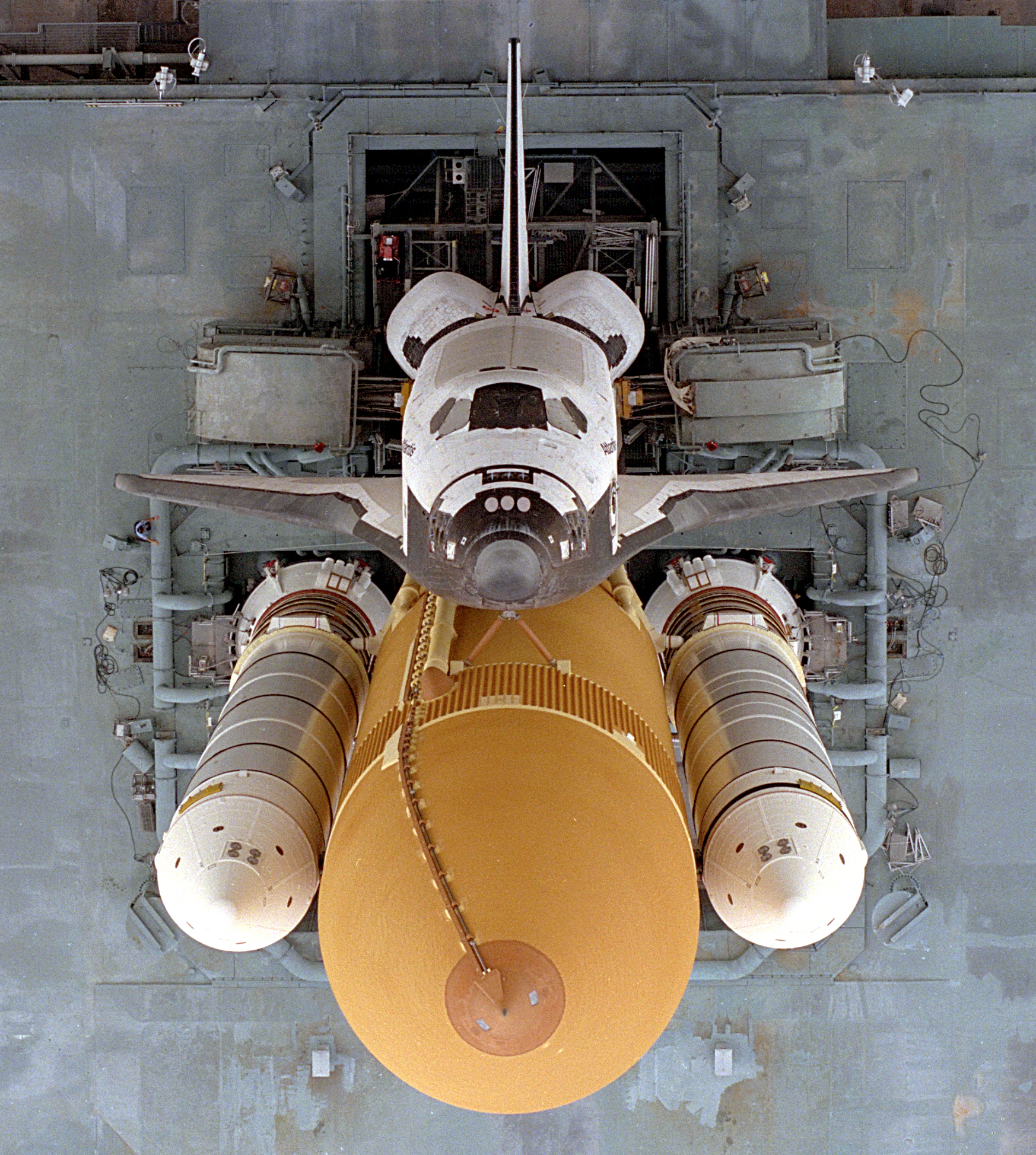
La table de lancement de la navette vue du dessus : on distingue les puits qui permettent d'évacuer les flammes et les gaz vers les carneaux ainsi que les tuyaux qui alimentent en eau le système de déluge utilisé pour diminuer les vibrations au décollage.
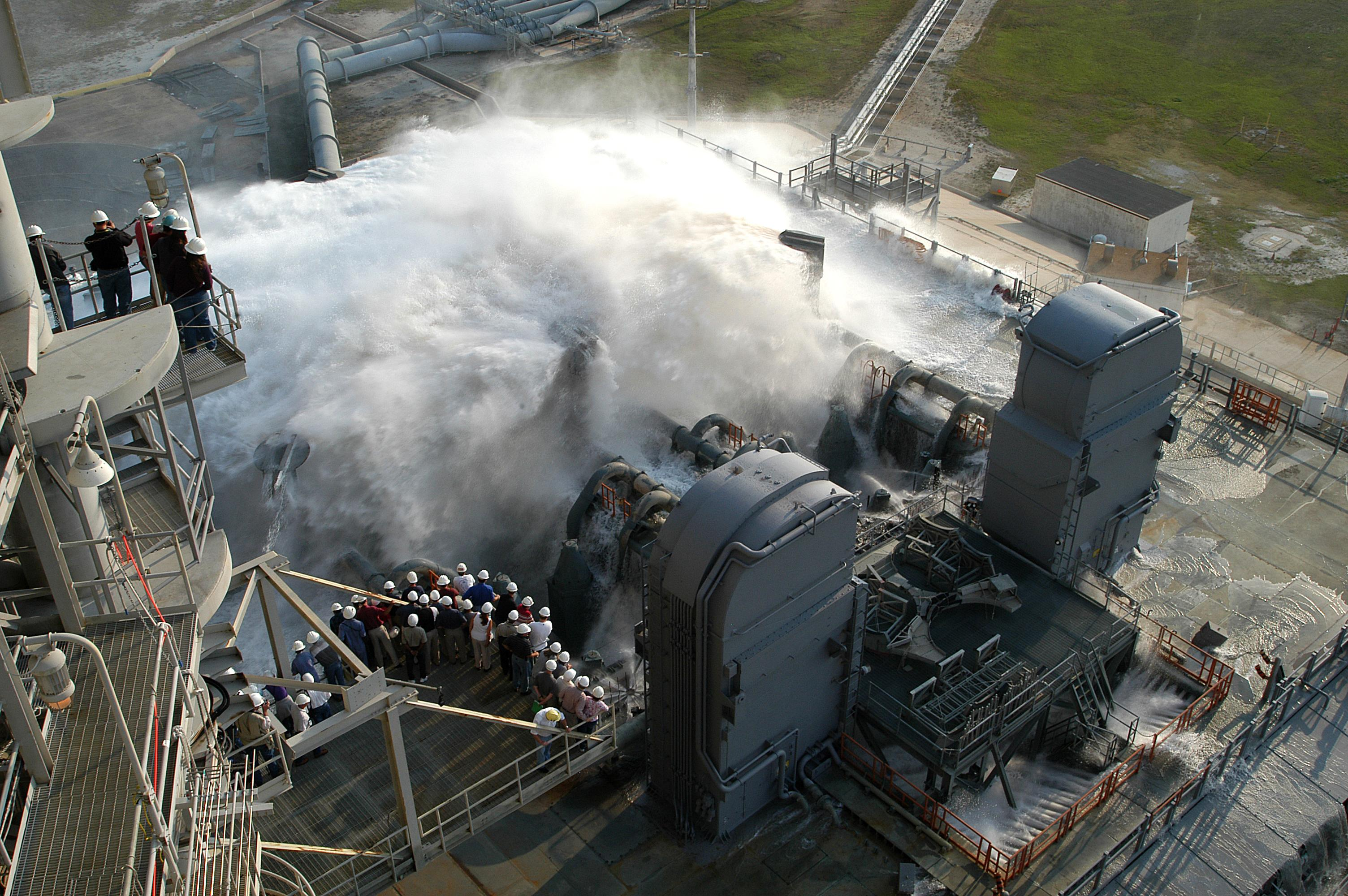
Essai du système de déluge de la table de lancement de la navette spatiale.
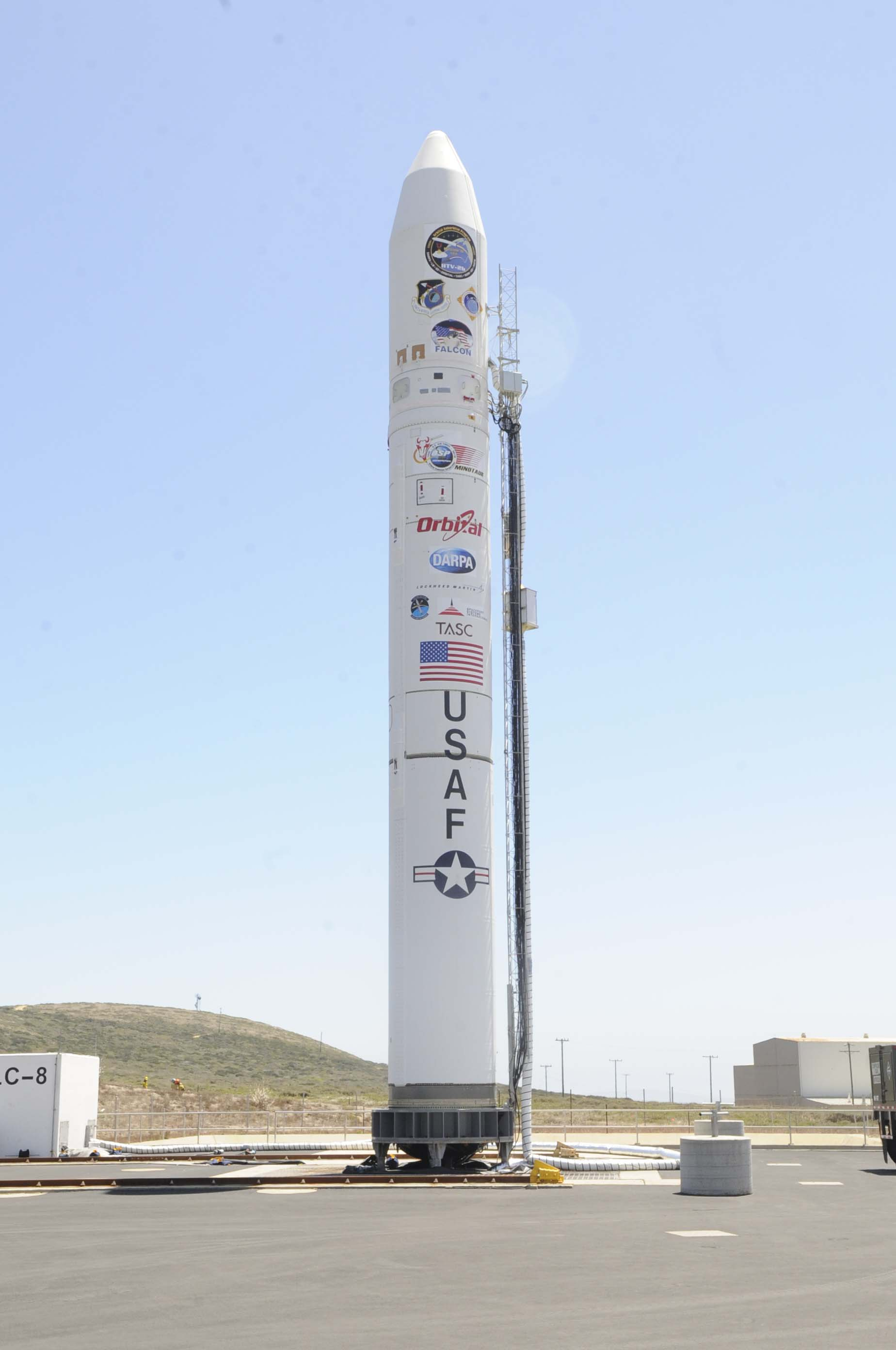
La table de lancement minimaliste du lanceur Minotaur 4.
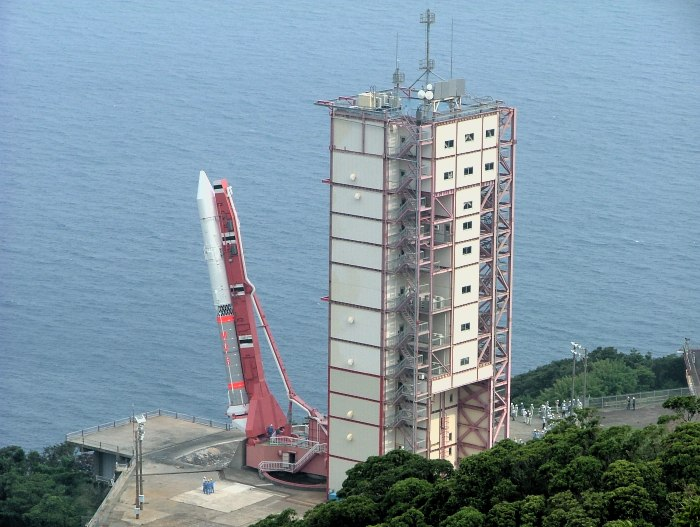
Le lanceur japonais M-V n'utilise pas une table de lancement mais une rampe de lancement.